# Bois-Colombes
Bois-Colombes és un municipi francès, situat al departament dels Alts del Sena i a la regió de l'Illa de França. L'any 2005 tenia 27.300 habitants.
Forma part del cantó de Colombes-2 i del districte de Nanterre. I des del 2016, de la divisió Boucle Nord de Seine de la Metròpolis del Gran París.
Situada al nord-oest de París, és una àrea industrial i residencial, desenvolupada com a estació suburbana en la línia París-Argenteuil.